# Santhera Pharmaceuticals Holding
Die Santhera Pharmaceuticals Holding AG mit Sitz in Pratteln ist ein auf seltene neuromuskuläre und pulmonale Erkrankungen spezialisiertes Schweizer Pharmaunternehmen. Das 2004 gegründete Unternehmen ist seit 2006 an der Schweizer Börse SIX Swiss Exchange kotiert.

## Tätigkeitsgebiet
Santhera konzentriert sich auf die Entwicklung und die Vermarktung von Medikamenten zur Behandlung seltener Krankheiten mit hohem medizinischen Bedarf. Das Unternehmen verfügt über eine Pipeline mit verschiedenen Produktkandidaten.
- Vamorolone, ein first-in-class dissoziatives Steroid, wird derzeit in einer Zulassungsstudie bei Patienten mit Duchenne-Muskeldystrophie (DMD) untersucht.[1] Santhera besitzt seit September 2020 eine weltweite Exklusivlizenz für alle Indikationen für Vamorolone.[2]
- Die klinische Pipeline umfasst auch Lonodelestat (POL6014) zur Behandlung von Mukoviszidose (CF) und anderen neutrophilen Lungenerkrankungen und einen explorativen Gentherapieansatz für kongenitale Muskeldystrophien.[3]
- Idebenon (Raxone® / SNT-MC17) hat im September 2015 nach positiven klinischen Resultaten in der Behandlung der Leberschen Optikusatrophie (LHON) seitens der Europäischen Kommission die Zulassung für die 28 Mitgliedsstaaten erhalten.[4] Im Mai 2019 hat Santhera hat die Ex-Nordamerika-Rechte an seinem ersten zugelassenen Produkt Raxone zur Behandlung von LHON an Chiesi Group lizenziert.[5]

## Geschichte
Santhera hat Anfang 2022 mit der in der Region Peking ansässigen Sperogenix Therapeutics eine Lizenzvereinbarung zur Vermarktung des Medikamentenkandidaten Vamorolone in der Volksrepublik China abgeschlossen.